# جو إم. كيلغور
جو إم. كيلغور هو محامي وسياسي أمريكي، ولد في 10 ديسمبر 1918 في براونوود في الولايات المتحدة، وتوفي في 10 فبراير 1999 في أوستن في الولايات المتحدة. نشط حزبياً في الحزب الديمقراطي. وقد انتخب عضو مجلس النواب الأمريكي ‏.